# Кубок Вірменії з футболу 1995—1996
Кубок Вірменії з футболу 1995—1996 — 5-й розіграш кубкового футбольного турніру у Вірменії. Володарем кубка вперше став єреванський Пюнік.

## Перший раунд
Перші матчі відбулися 31 серпня, а матчі-відповіді — 14 вересня 1995 року.
| Команда 1           | Заг. | Команда 2           | 1-й матч | 2-й матч |
| ------------------- | ---- | ------------------- | -------- | -------- |
| СКА-Араі (2)        | -:+  | Котайк              | -:-      | -:-      |
| Армавір (2)         | 2:20 | Пюнік               | 1:11     | 1:9      |
| Оменмен (Єреван)    | 12:2 | Динамо (Єреван) (2) | 4:0      | 8:2      |
| Арагац (Гюмрі)      | 4:2  | ЦСКА (Єреван) (2)   | 3:0      | 1:2      |
| Ван (Єреван)        | 11:1 | Двін (2)            | 7:1      | 4:0      |
| Динамо (Єгвард) (2) | -:+  | Зангезур            | -:-      | -:-      |
| Азнавур             | +:-  | Кумайрі (2)         | -:-      | -:-      |
| Лорі (2)            | -:+  | Цемент (Арарат)     | -:-      | -:-      |

## Другий раунд
Перші матчі відбулися 1 березня, а матчі-відповіді — 6 і 8 березня 1996 року.
| Команда 1        | Заг. | Команда 2        | 1-й матч | 2-й матч |
| ---------------- | ---- | ---------------- | -------- | -------- |
| Капан-81 (2)     | 1:8  | Арарат           | 0:2      | 1:6      |
| Ванадзор (2)     | 0:8  | Ширак            | 0:5      | 0:3      |
| Зангезур         | 0:7  | Ван (Єреван)     | 0:3      | 0:4      |
| Цемент (Арарат)  | 10:1 | Азнавур          | 6:0      | 4:1      |
| Арагац (Гюмрі)   | 1:10 | Пюнік            | 0:4      | 1:6      |
| Котайк           | 6:1  | Оменмен (Єреван) | 5:1      | 1:0      |
| Арабкір (2)      | 0:10 | Єреван           | 0:6      | 0:4      |
| Карабах (Єреван) | +:-  | Наїріт (2)       | -:-      | -:-      |

## Чвертьфінали
Перші матчі відбулися 1-2 квітня, а матчі-відповіді — 5 і 13 квітня 1996 року.
| Команда 1        | Заг. | Команда 2       | 1-й матч | 2-й матч |
| ---------------- | ---- | --------------- | -------- | -------- |
| Єреван           | 1:2  | Ширак           | 0:1      | 1:1      |
| Карабах (Єреван) | 2:3  | Арарат          | 1:3      | 1:0      |
| Пюнік            | 4:3  | Цемент (Арарат) | 2:0      | 2:3      |
| Ван (Єреван)     | 1:2  | Котайк          | 1:0      | 0:2      |

## Півфінали
Перші матчі відбулися 3-4 травня, а матчі-відповіді — 13-14 травня 1996 року.
| Команда 1 | Заг. | Команда 2 | 1-й матч | 2-й матч |
| --------- | ---- | --------- | -------- | -------- |
| Ширак     | 1:2  | Котайк    | 1:1      | 0:1      |
| Арарат    | 1:6  | Пюнік     | 0:2      | 1:4      |

## Фінал
| 28 травня 1996 |

| Пюнік                                    | 3:2 | Котайк                   |
| ---------------------------------------- | --- | ------------------------ |
| Мхітарян 45' А.Аветисян 54' Хачатрян 58' |     | Мірзоян 84' Саркісян 85' |

| Стадіон «Раздан», Єреван Глядачів: 3 000 Арбітр: Г.Оганесян |